# 剑桥大学罗宾逊学院
剑桥大学罗宾森学院 是剑桥大学的一个学院。罗宾森学院於1977年成立，是劍橋大學最晚成立的學院，其獨特之處在於於學院成立之初已經同時招收男性及女性的本科生及研究生。